# توني كابوتو
توني كابوتو (بالإنجليزية: Tony C. Caputo)‏ هو ناشر أمريكي، ولد في 23 ديسمبر 1957.